# 藤田瞳
藤田 瞳（ふじた ひとみ、1980年（昭和55年）8月21日 - ）は、日本のタレント。松竹芸能所属。徳島県出身、京都府在住。徳島県立城東高等学校卒業。京都教育大学教育学部卒業。血液型はA型。身長164.5cm。

## 経歴
- 2002年（平成14年）11月 - ミス京都コンテスト グランプリ受賞
- 2003年（平成15年）9月 - ミス日本コンテスト 関西代表

## 現在の出演番組
- イズミヤ生活情報館　※イズミヤ・インフォマーシャル（毎日放送　毎週金曜日14:58 - 14:59）
- 好き!神戸（サンテレビ　毎週土曜日10:00 - 10:15）
- キラりん滋賀545!（びわ湖放送　毎週月～金曜日17:45 - 18:50）不定期出演
- 寺谷一紀のまいど!まいど!（ラジオ関西　毎週土曜日8:00 - 9:50）

※ 藤田瞳オフィシャルHP「Hit's palade!」参照

## 今までの出演番組
《テレビ・ラジオ》
- びわ湖放送 びびっとびわこ（不定期）
- KBS京都&京都チャンネル 「京都!ちゃちゃちゃっ」 （金曜日担当）第一期ちゃちゃ娘
- びわ湖放送 「すいすい（不定期）」
- KBS京都　KEIBAワンダーランドキャスター
- KBS京都 「田渕岩夫の得だねテレビ」
- KBS京都「かたつむり大作戦」
- 関西テレビ☆京都チャンネル 「京都謎解きおんなパラダイス」
- 関西テレビ☆京都チャンネル 「謎パラ?」
- 関西テレビ☆京都チャンネル 「ごっつんこ。茂山宗彦の…」（#5）
- KBS京都 「桑原征平のおもしろ京都検定」ゲスト回答者
- テレビ大阪 「奥さん110番」
- ABC 「きになるオセロ」
- テレビ大阪 「しっとこ!」
- 毎日放送 「デザイナー」（杏子役）2005年10月 - 12月
- ラジオ大阪 「街角ステーション・僕らのラジオ」（水・木曜日担当）生中継リポーター
- ラジオ大阪 「白鹿ラジオショッピング」
- びわ湖放送「びびドキッ!」
- サンテレビ「金曜いただきッ!」
- ラジオカフェ・京都三条FM79.9「寺谷一紀の京Let'sワイド」
- J-COM　「ホームタウン北摂」「ホームタウン宝塚・川西」
- B-COM　明日どこいこ!
- サンテレビ　神戸祭り　お祭りリポーター
- びわ湖放送「橋幸夫チャリティゴルフコンペ」
- スカイA「寺谷一紀の彩友記」
- ボルヴィック
- 滋賀県自動車整備振興会　てんけん君
- 読売テレビ 「わくわく宝島」（大阪ほんわかテレビ内）
- やのぱんの生活情報部（KBS京都テレビ　毎週木曜日19:00 - 19:55）
- こちらヒラタ屋 京都本店（KBS京都ラジオ ）

《スチール》
- 京都新聞　ポスター・パンフレット
- 茶道　裏千家　青年部ポスター

《書籍》
- 25ans
- Beauty Oggi
- 日刊ゲンダイ　グルメ記事
- UMAJIN（ウマジン）
- 京都馬主会会報「心ゆたかに」

※ 藤田瞳オフィシャルHP「Hit's palade!」参照